# Chris Pontius (futebolista)
Chris Pontius (Yorba Linda, 12 de maio de 1987) é um ex-futebolista estadunidense que atuou como meia-atacante. Anunciou sua aposentadoria em 29 de outubro de 2019.

## Títulos
Universidade de Santa Barbara
- NCAA Division I Men's Soccer Tournament: 2006

D.C. United
- Lamar Hunt U.S. Open Cup: 2013

Seleção Estadunidense
- Copa Ouro da CONCACAF: 2017